# La Grenouillère (obraz Claude’a Moneta)
La Grenouillère – obraz namalowany przez Claude’a Moneta w 1869 roku. Nazwa obrazu odnosi się do popularnego kąpieliska i oznacza „żabi staw”.
Obraz przedstawia słynne kąpielisko niedaleko Bougival, gdzie mieszkał i pracował Monet. Kąpielisko to, a w szczególności niewielka wysepka położona przy brzegu Sekwany było ulubionym miejscem niedzielnych wycieczek wielu paryżan. Monet namalował trzy szkice kąpieliska, z których jeden przedstawił na drugiej wystawie impresjonistów w 1876 roku. Kilka wersji La Grenouillère namalował także Renoir.
Mistrzostwo Moneta widać między innymi w znakomitym przedstawieniu refleksów świetlnych na powierzchni wody. Postacie na obrazie zredukowano do plam kolorów, niemal pozbawionych kształtów.